# Ngemplak (Kalikotes)
Ngemplak is een bestuurslaag in het regentschap Klaten van de provincie Midden-Java, Indonesië. Ngemplak telt 3154 inwoners (volkstelling 2010).